# Guajira
Pour les articles homonymes, voir Guajira (homonymie).

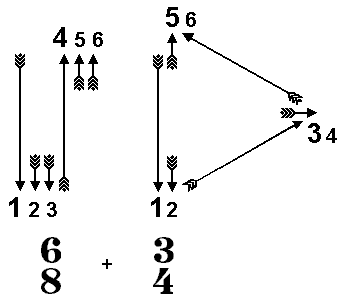
Guajira - battue mesures à six et trois temps

La guajira (mot qui veut dire « paysanne ») est un genre musical originaire de la région orientale de Cuba. 

## Présentation
La tradition attribue la paternité du genre au compositeur Jorge Anckermann (en) (La Havane 1877-1941), avec le morceau « El Arroyo que murmura ».
La guajira est une chanson traditionnellement accompagnée par une guitare qui utilise un rythme lent, proche du son cubain. En tant que danse, elle est composée d'une alternance de mesures à 
 et à 
. Les temps forts sont au nombre de cinq, sans que la danse soit mesurée à cinq temps.
La guajira possède de nombreuses similitudes avec le Punto Guajiro et la Criolla. Contrairement au Punto Guajiro qui est centré sur le texte plus que sur la mélodie.
Les paroles  (qui utilisent beaucoup le décasyllabe, « decima » en espagnol) évoquent généralement la vie rurale ou des histoires d'amour.
La guajira la plus célèbre est Guantanamera, composée en 1928 par Joseíto Fernández. Le mouvement de guajira est assez fréquent dans la musique de Ravel, du Scherzo de son Quatuor à cordes à la première mélodie de Don Quichotte à Dulcinée. Dans West Side Story de Leonard Bernstein, la chanson America est également notée sur cette alternance de mesures.
Quelques guajiras à écouter :
- Amor verdadero,
- Choco's Guajira
- El carretero[7]
- Chan Chan...

Le style de guajira joué à New York, surtout à partir des années soixante, utilise des éléments du cha-cha-cha, comme c'est le cas du tube chanté par Cheo Feliciano, El ratón.